# Whither Thou Goest
Whither Thou Goest è un film muto del 1917 diretto da Raymond B. West sotto la supervisione di Thomas H. Ince.

## Produzione
Il film fu prodotto dalla Thomas H. Ince Corporation.

## Distribuzione
Il copyright del film, richiesto dalla Joseph S. Klotz, fu registrato il 23 luglio 1917 con il numero LP11224.
Distribuito dalla Klotz & Streimer, il film uscì nelle sale cinematografiche degli Stati Uniti il 5 giugno 1917.